# Baladas e Canções (EP III de José Afonso)
Cantares de José Afonso é um EP de José Afonso, editado a partir do LP de mesmo nome, e lançado em 1967.

## Faixas
| N.º | Título                  | Compositor(es)              | Duração |  |
| 1.  | "O Pastor de Bensafrim" | José Afonso                 |         |  |
| 2.  | "Canto da Primavera"    | Luís de Andrade/José Afonso |         |  |
| 3.  | "Elegia"                | José Afonso                 |         |  |
| 4.  | "Ronda dos Paisanos"    | José Afonso                 |         |  |